# Грейс, Харви
Харви Грейс (англ. Harvey Grace; 25 января 1874, Ромзи — 15 февраля 1944) — британский органист, музыкальный критик и музыковед.
Четвёртый из пяти сыновей в семье портного. Пел в хоре мальчиков в аббатстве Ромзи, затем в Саутваркском соборе, где его учителем стал Мэйдли Ричардсон. Затем работал органистом в различных лондонских церквях, долее всего в церкви Святой Агнессы в Кеннингтон-Парке и в церкви Святой Марии Магдалены на Мюнстер Сквер. В 1931—1938 гг. органист Чичестерского собора, затем в 1941—1943 гг. Ист-Гринстедской церкви в Мид-Суссексе. Одновременно с 1939 г. преподавал в Лондоне в Музыкальном колледже Троицы.
Постоянный автор журнала The Musical Times, с 1918 г. и до конца жизни его редактор. Был известен живостью изложения, стремлением к популяризации и вовлечению слушателей в активное сотворчество. В то же время завоевал отчасти скандальную репутацию регулярными выступлениями против оперы, которую он считал низшим из музыкальных жанров.
В 1932 году удостоен так называемой Ламбетовской (присуждаемой архиепископом Кентерберийским) степени доктора музыки. Автор ряда книг, главным образом, об органной музыке — в частности, обзорного труда «Французская органная музыка. Прошлое и настоящее» (англ. French Organ Music Past and Present; 1919), монографий «Органные произведения Баха» (англ. The Organ Works of Bach; 1922) и «Органные произведения Райнбергера» (англ. The organ works of Rheinberger; 1925). Написал также книгу о Бетховене (1927). Полное собрание органных сонат Райнбергера вышло под его редакцией.
Грейсу принадлежат также немногочисленные органные и хоровые сочинения, центральное место среди них занимают Десять пьес для органа (англ. Ten Compositions for Organ; 1922), иногда частично исполняемые и записываемые до сих пор.